# Paweł Pąk

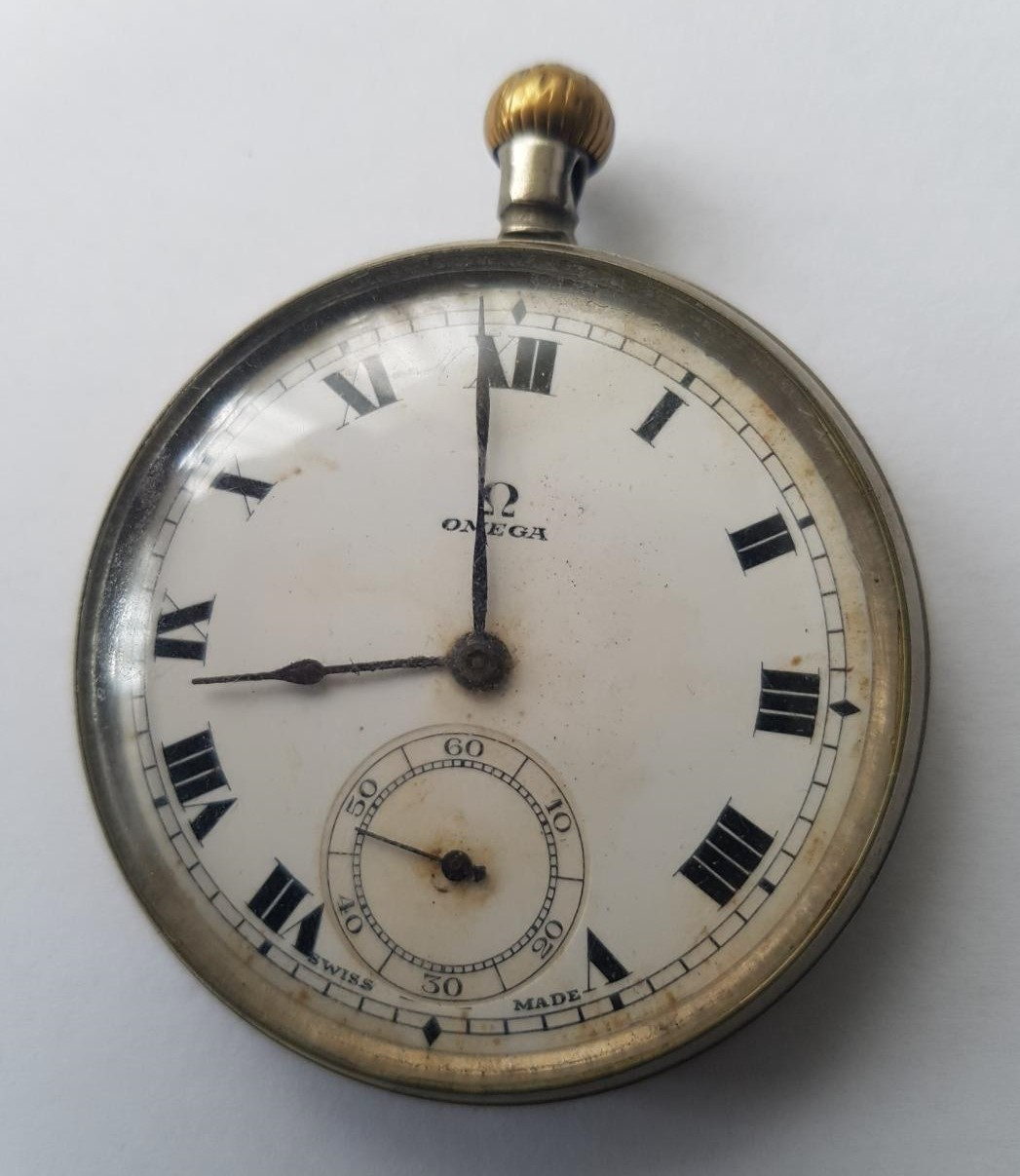
Zegarek Pawła Pąka przesłany matce po śmierci syna.

Paweł Pąk (ur. 7 marca 1917 w Rozkoszówce, zm. 12 maja 1944 pod Monte Cassino; data śmierci na grobie jest późniejsza) – polski uczestnik II wojny światowej, żołnierz Armii Andersa.

## Życiorys
Paweł Pąk był najstarszym synem Pawła Pąka z Glinisk, zmarłego w KL Auschwitz w 1943 (w ewidencji pod nazwiskiem Ponk) oraz Marianny z domu Wojtasiuk. Został powołany do wojska w sierpniu 1939 roku, razem z kilkoma innymi mężczyznami ze wsi Rozkoszówka, jako że wcześniej służył już w wojsku. Według relacji, żegnając się z rodziną i narzeczoną przeczuwał, że już nie wróci do swojej rodziny i bardzo rozpaczał.
Służył w 27 Dywizji Piechoty w 24 pułku jako szeregowy. Został aresztowany przez Sowietów 19 września 1939 roku we Włodzimierzu Wołyńskim (zataił fakt, że był wcześniej w wojsku), następnie przebywał w obozach w Karakubie, Siewżełdorłagu, i Juży aż trafił do Armii Andersa, która formowała się w Tatiszczewie.
Starszy kapral Pąk zginął w czasie szturmu na wzgórze Monte Cassino. Przed bitwą prosił o przekazanie w razie śmierci swoich rzeczy ojcu, o którego śmierci nie wiedział, i matce. Po śmierci został uhonorowany Krzyżem Walecznych i awansowany na stanowisko plutonowego.
Odznaczony polskimi Krzyżem Walecznych (137/44) i Medalem Wojska (110/46), a także brytyjskimi Gwiazdą za Wojnę (203/45), Gwiazdą Italii (203/45), Medalem Wojny (116/46) i Military Cross (33/45). 